# اداره کل امنیت عمومی (لبنان)
اداره کل امنیت عمومی (عربی: الامن العام) یکی از سازمان‌های اطلاعاتی کشور لبنان است.

## برخی از وظایف
1. جمع‌آوری اطلاعات سیاسی، اقتصادی و اجتماعی برای دولت
2. ارزیابی هرگونه اطلاعات در زمینه‌های مختلف
3. نظارت بر آماده‌سازی و اجرای اقدامات امنیتی
4. هماهنگی‌های امنیتی در مورد برخی از مشکلات مختلف
5. مبارزه با افرادی که با اقدامات خرابکاری امنیت لبنان را به خطر می‌اندازند و همچنین افرادی که طرفدار هرج و مرج، شایعات که امنیت را به خطر می‌اندازند.
6. مبارزه با احزاب مخالف، انجمن‌های مخفی مخالف کشور لبنان
7. کمک به نظارت بر مرزهای هوایی، دریایی و زمینی